# Varanus
Varanus Merrem, 1820 è un genere di sauri, unico genere vivente della famiglia Varanidae. Comprende alcuni tra i più grandi rettili viventi, tra cui il varano di Komodo.

## Etimologia
Il nome "varano" deriva dalla parola araba waral ("ورل") ossia "guardiano" (nei paesi anglofoni i varani vengono chiamati monitor lizards, ossia "lucertole-guardiano"). Sembra che la sua abitudine di ergersi sulle zampe posteriori, potendo così controllare meglio il territorio circostante, gli abbia valso il nome arabo originale. Secondo una leggenda, i varani avvertivano la gente che i coccodrilli erano nelle vicinanze.

## Descrizione
I varani assomigliano a grosse lucertole; possiedono un tasso metabolico relativamente alto per i rettili e sono dotati di parecchi adattamenti sensitivi, i quali li avvantaggiano nella caccia alle loro prede. Studi recenti indicano che i varanidi hanno un morso ad alta capacità infettiva, a causa della flora batterica presente nella saliva e di alcune ghiandole velenifere ad alta tossicità. Alcuni varanidi sono apparentemente capaci di riprodursi in modo asessuato.

## Distribuzione e habitat
Le varie specie di varano coprono un'ampia zona, compresa tra l'Africa, la Thailandia, il sud dell'India, dallo Sri Lanka alla Cina, a sud dell'Asia sud-orientale, l'Indonesia, le Filippine, la Nuova Guinea, l'Australia e le isole dell'oceano Indiano e del Mar Cinese Meridionale.

## Abitudini e dieta
La maggior parte dei varani è quasi interamente carnivora, consumando prede varie come insetti, crostacei, aracnidi, miriapodi, molluschi, pesci, anfibi, rettili, uccelli e mammiferi. La maggior parte delle specie si nutre di invertebrati da giovani e passa a nutrirsi di vertebrati da adulti. I cervi costituiscono circa il 50% della dieta degli adulti della specie più grande, Varanus komodoensis. In contrasto, tre specie arboreali delle Filippine, Varanus bitatawa, Varanus mabitang e Varanus olivaceus, sono principalmente mangiatrici di frutta. Anche se normalmente solitari, gruppi di varani fino a 25 individui sono comuni in ecosistemi con risorse idriche limitate.

## Evoluzione

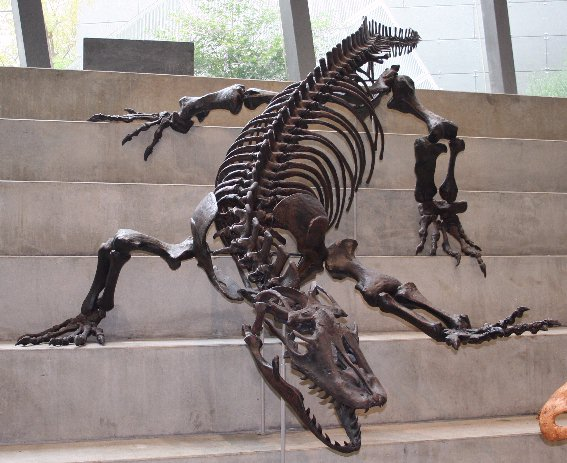
Ricostruzione dello scheletro della specie gigante Megalania (Varanus priscus)

La famiglia dei Varanidae ebbe, probabilmente, origine in Asia, almeno 65 milioni di anni fa, sebbene alcune stime facciano risalire la loro comparsa nel Cretaceo inferiore, circa 112 milioni di anni fa. È probabile che i varani abbiano esteso la loro distribuzione geografica in Africa tra i 49 e i 33 milioni di anni fa, probabilmente attraversando l'Iran, mentre si stima che abbiano raggiunto l'Australia e le varie isole dell'arcipelago indonesiano tra i 39 e i 26 milioni di anni fa. I Varanidi condivisero l'ultimo antenato comune con i loro parenti viventi più stretti, il lantanoto del Borneo (talvolta appunto chiamato "varano senza orecchie"), durante il Cretaceo superiore. Si ritiene, inoltre, che, durante il Cretaceo superiore, i varani o dei loro parenti stretti abbiano sviluppato uno stile di vita anfibio fino a raggiungere una completa vita marina, dando origine al gruppo dei mosasauri, rettili marini predatori che dominarono i mari per tutto il Cretaceo superiore fino a 66 milioni di anni fa. Alcuni di questi giganti marini potevano raggiungere una lunghezza di 12 metri (39 piedi) o più.
Originariamente si pensava che i serpenti fossero tra i rettili più strettamente correlati ai varani; tuttavia, recentemente, i serpenti sono stati indicati come il gruppo gemello del clado di iguane e anguimorfi. Come i serpenti, i varani possiedono lingue biforcute, che usano per percepire gli odori.
Si pensa che i varanidi discendano da un probabile antenato con abitudini scavatrici, appartenente al gruppo dei Platynota. Tra le varie forme risalenti al Cretaceo superiore, si possono annoverare il robusto Palaeosaniwa ed il velenoso Estesia. I primi resti fossili attribuibili ai varanidi, come Telmasaurus e Saniwides, risalgono alla fine del Cretaceo, sebbene esemplari completi, come quelli di Saniwa, si conoscano solo in terreni dell'Eocene, risalenti a circa 50 milioni di anni fa. Il genere Varanus emerse per la prima volta in Laurasia. Il primo rappresentante ben noto del genere Varanus risale al Miocene inferiore, circa 18 milioni di anni fa, nel Kenya: questa specie, nota come Varanus rusingensis, doveva già essere molto simile all'attuale varano del Nilo (V. niloticus). Durante il tardo Oligocene-inizio Miocene il gruppo si era già disperso in Australia, Nuova Guinea e nelle isole Salomone in tre diverse occasioni. Alla fine del Miocene, il genere era presente anche in Africa, Arabia, Asia ed in Europa orientale. Durante il Pleistocene, nel sud-est asiatico e in Australasia vissero gigantesche lucertole, di cui il membro più grande e conosciuto è il megalania (Varanus priscus). Questa specie è un membro iconico della megafauna pleistocenica australiana, che si ritiene sia sopravvissuta fino a circa 50 000 anni fa.
Molte specie all'interno dei vari sottogeneri formano anche complessi di specie; tra loro:
- Complesso di specie di V. indicus (V. indicus, V. cerambonensis, V. caerulivirens, V. colei, V. obor, V. lirugensis, V. rainerguentheri, V. zugorum)[16][17]
- Complesso di specie di V. doreanus (V. doreanus, V. finschi, V. semotus, V. yuwonoi)[18]
- Complesso di specie di V. gouldii (V. gouldii, V. rosenbergi, V. panoptes)
- Complesso di specie di V. bengalensis (V. bengalensis, V. nebulosus)
- Complesso di specie di V. acanthurus (V. acanthurus, V. baritji, V. primordius, V. storri)
- Complesso di specie di V. exanthematicus (V. exanthematicus, V. albigularis, V. yemenensis)
- Complesso di specie di V. timorensis (V. timorensis, V. auffenbergi, V. scalaris, V. similis, V. tristis)
- Complesso di specie di V. niloticus (V. niloticus, V. stellatus)
- Complesso di specie di V. salvator (V. salvator, V. cumingi, V. nuchalis, V. togianus, V. marmoratus)[16][19][20][21][22]
- I varani arboricoli del complesso di specie V. prasinus (V. prasinus, V. beccarii, V. boehmei, V. bogerti, V. keithhornei, V. kordensis, V. macraei, V. reisingeri, V. telenesetes) facevano parte del sottogenere Euprepriosaurus, ma a partire dal 2016 formano il proprio sottogenere Hapturosaurus.[18]
- La specie V. jobiensis era un tempo considerata membro del complesso di specie V. indicus, ma ora è considerata l'unica rappresentante di un proprio complesso di specie.[18]

## Intelligenza
I varani sono molto intelligenti ed alcune specie sembra siano in grado di contare e leggere: studi effettuati nutrendo dei V. albigularis in un giardino zoologico di San Diego hanno indicato che essi sono in grado di riconoscere i numeri fino al sei. Due V. niloticus sono stati osservati mentre si nutrono: uno di loro distrae la femmina di coccodrillo, mentre l'altro razzia il nido per impossessarsi delle uova; il suo partner ritorna, dopo aver distratto a sufficienza il coccodrillo, e insieme si nutrono delle uova. I draghi di komodo (V. komodoensis), nel parco zoologico nazionale di Smithsonian a Washington, riconoscono i loro custodi e posseggono personalità distinte.

## Classificazione

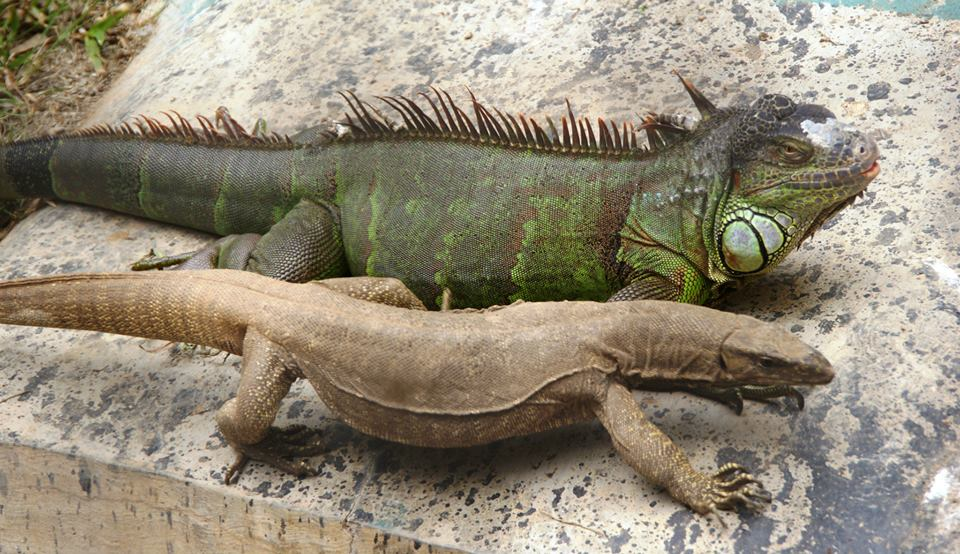
Varano del Bengala (V. bengalensis) con un'iguana verde (Iguana iguana)

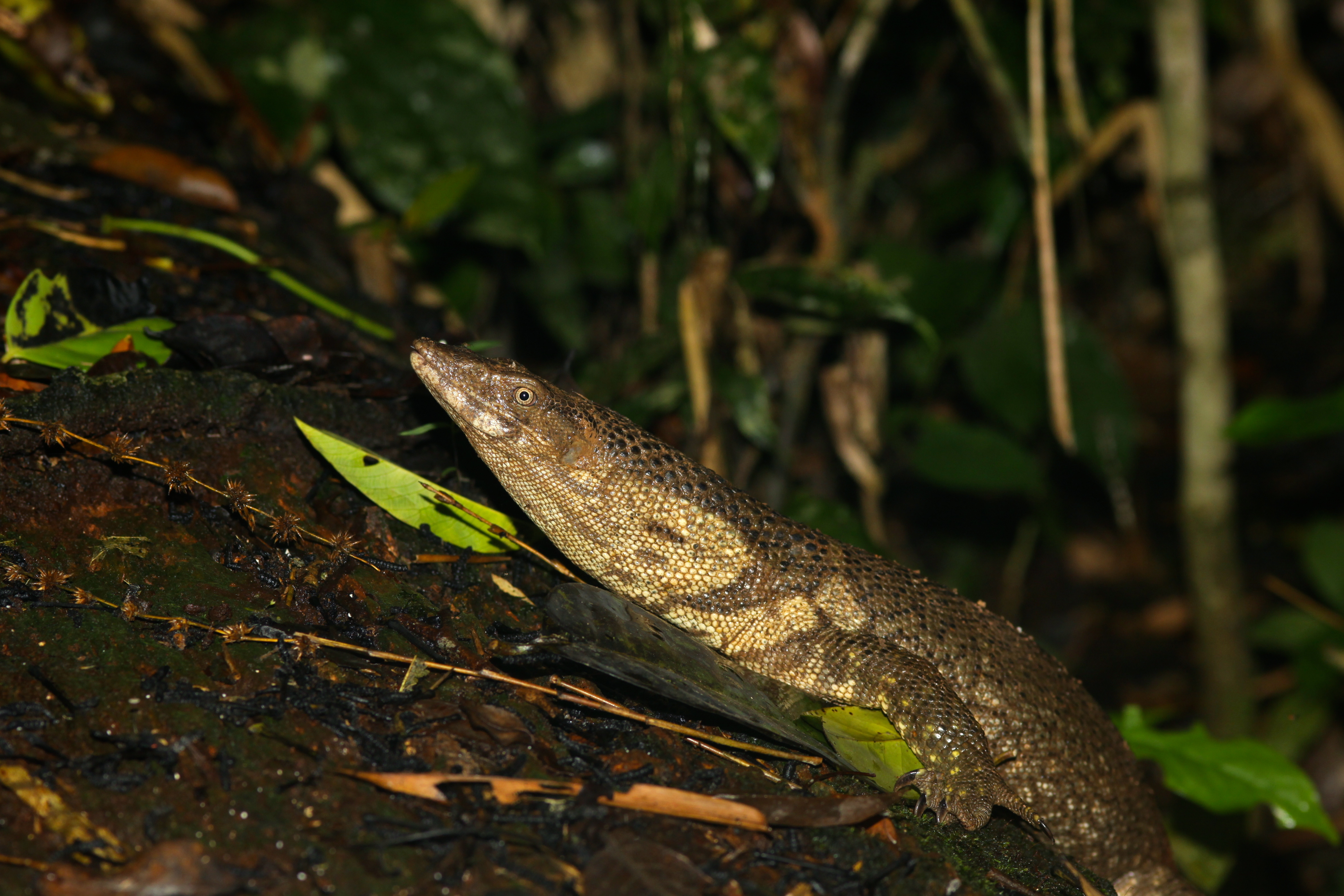
Varano di Dumeril (V. dumerilii)

Genere Varanus
Le specie contrassegnate con † sono estinte
- †V. hoffmani?[23]
- †V. marathonensis - Drago di Samos
- †V. mokrensis[23]
- †V. rusingensis[23]

Sottogenere Empagusia:
- Varanus bengalensis (Daudin, 1802) - Varano del Bengala
- Varanus dumerilii (Schlegel, 1839) - Varano di Dumeril
- Varanus flavescens (Hardwick e Gray, 1827) - Varano giallo o dorato
- Varanus nebulosus (Gray, 1831) - Varano nebuloso
- Varanus rudicollis (Gray, 1845) - Varano dal collo rugoso

Sottogenere Euprepiosaurus:

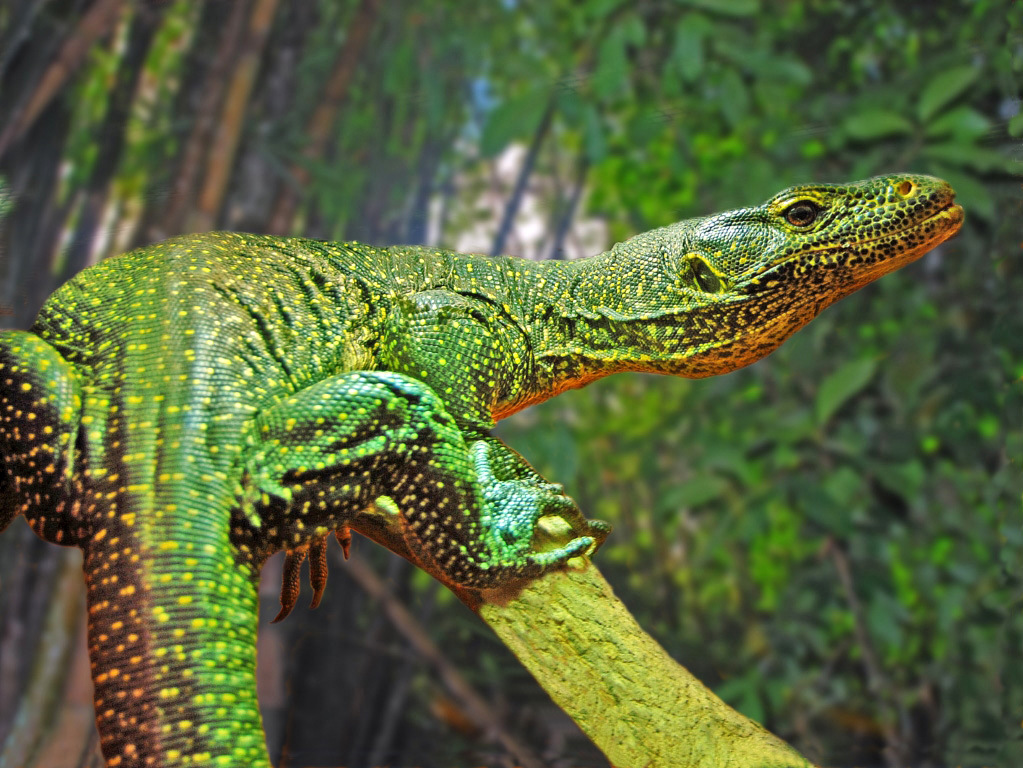
Varano dalla coda azzurra (V. doreanus)

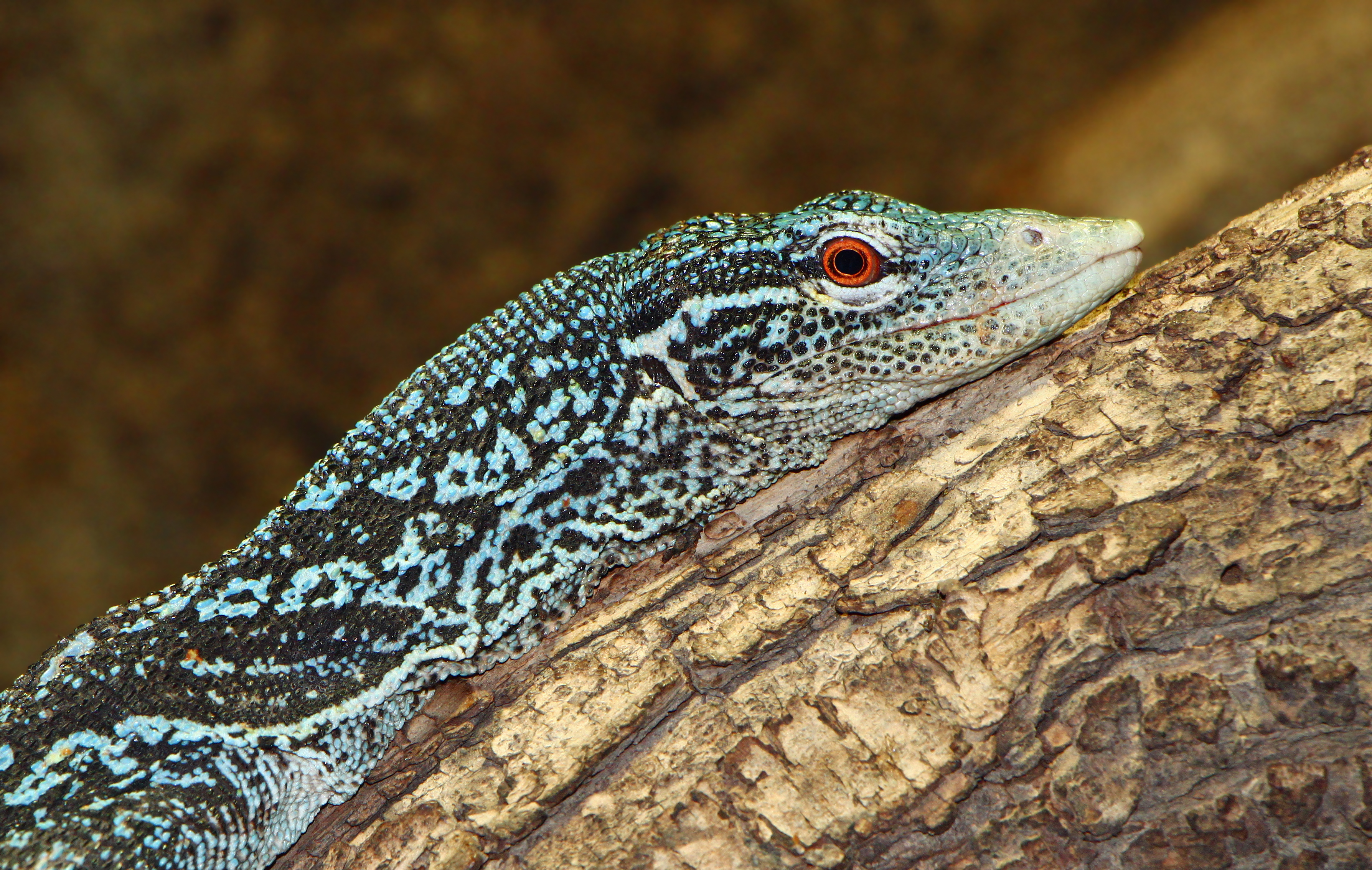
Varano arboricolo blu (V. macraei)

- Varanus bennetti - Varano codalunga di Bennett[25]
- Varanus caerulivirens Ziegler, Böhme e Philipp, 1999 - Varano turchese
- Varanus cerambonensis Ziegler, Böhme e Philipp, 1999 - Varano delle mangrovie di Ceram
- Varanus colei - Varano di Kei Island[17]
- Varanus doreanus (Meyer, 1874) - Varano dalla coda azzurra
- Varanus douarrha - Varano della Nuova Irlanda
- Varanus finschi Böhme, Horn e Ziegler, 1994 - Varano di Finsch
- Varanus indicus (Daudin, 1802) - Varano delle mangrovie
- Varanus jobiensis Ahl, 1932 - Varano dalla gola pesca
- Varanus juxtindicus Böhme, Philipp e Ziegler, 2002 - Varano di Rennell
- Varanus melinus Böhme e Ziegler, 1997[26] - Varano melino
- Varanus lirungensis Koch, Arida, Schmitz, Böhme e Ziegler, 2009 - Varano di Lirung
- Varanus obor Weijola e Sweet, 2010 - Varano del sago
- Varanus rainerguentheri Ziegler et al., 2007 - Varano di Guenther
- Varanus semotus Weijola, Donnellan & Lindqvist, 2016 - Varano codablu dell'isola di Mussau[27]
- Varanus tsukamotoi - Varano mariana[25]
- Varanus yuwonoi Harvey e Barker, 1998 - Varano tricolore
- Varanus zugorum Böhme e Ziegler, 2005 - Varano di Zug o argentato

Sottogenere Hapturosaurus:

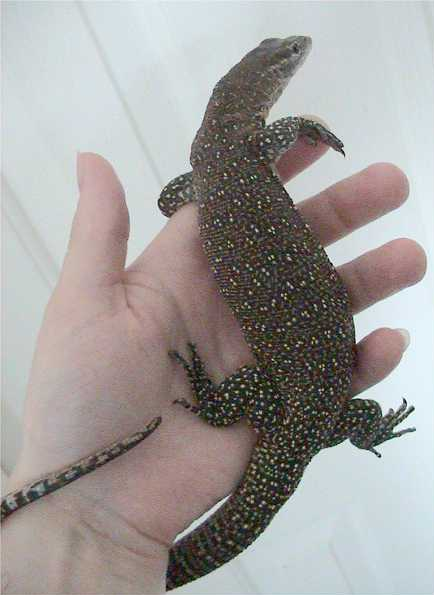
Varano arboricolo di Timor (Varanus timorensis)

- Varanus beccarii (Doria, 1874) - Varano arboricolo nero
- Varanus boehmei Jacobs, 2003 - Varano arboricolo a macchie dorate
- Varanus bogerti Mertens, 1950 - Varano arboricolo di Bogert
- Varanus keithhornei Wells e Wellington, 1985[28] - Varano della canopea o varano del fiume Nesbit
- Varanus kordensis (Meyer, 1874) - Varano arboricolo di Biak
- Varanus macraei Böhme e Jacobs, 2002 - Varano arboricolo a macchie azzurre
- Varanus prasinus (Schlegel, 1839)[29] - Varano arboricolo smeraldino
- Varanus reisingeri Eidenmüller e Wicker, 2005[30] - Varano arboricolo di Reisinger
- Varanus telenesetes Sprackland, 1991 - Varano di Rossel

Sottogenere Odatria:

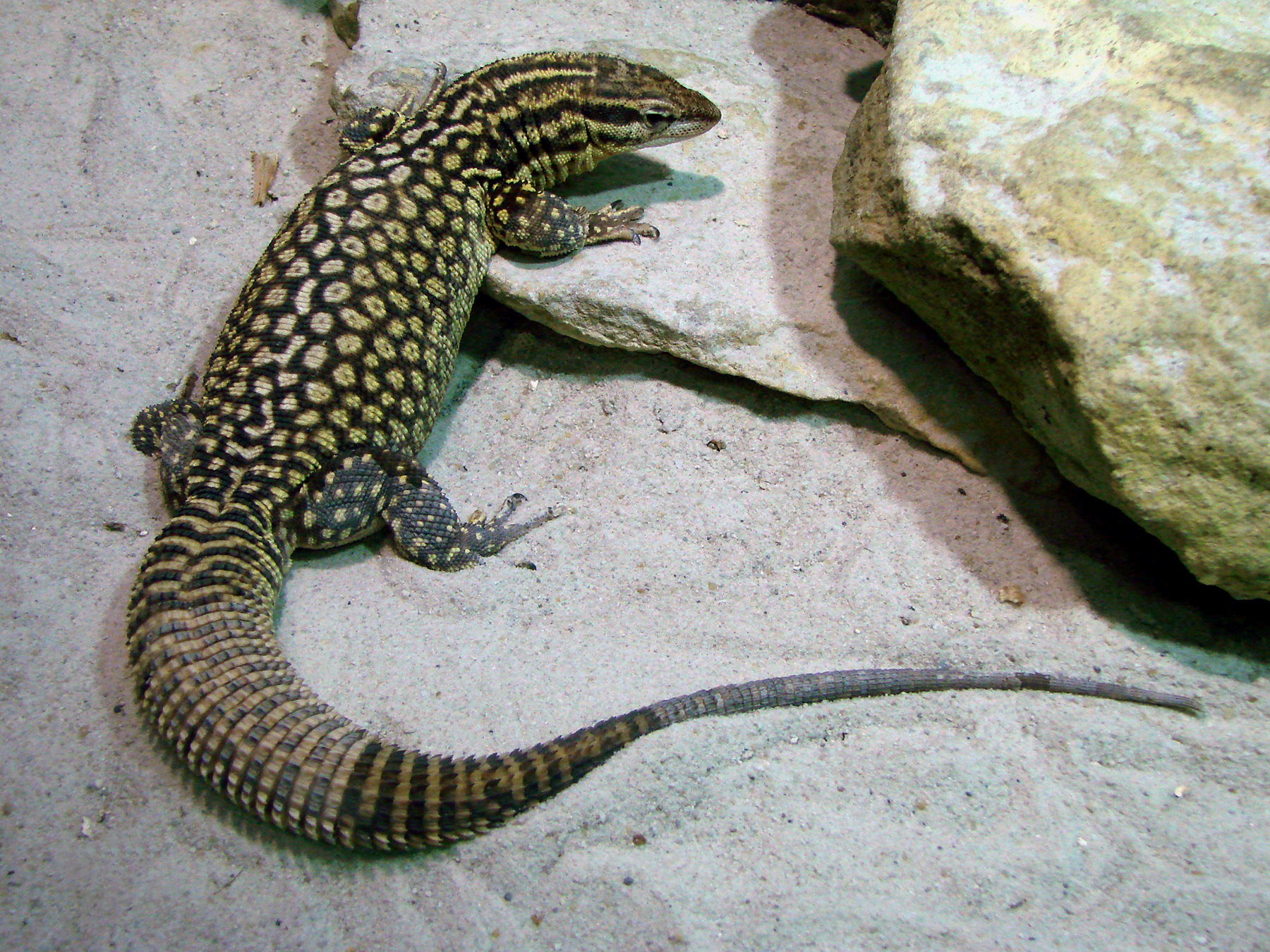
Varano dalla coda spinosa (V. acanthurus)

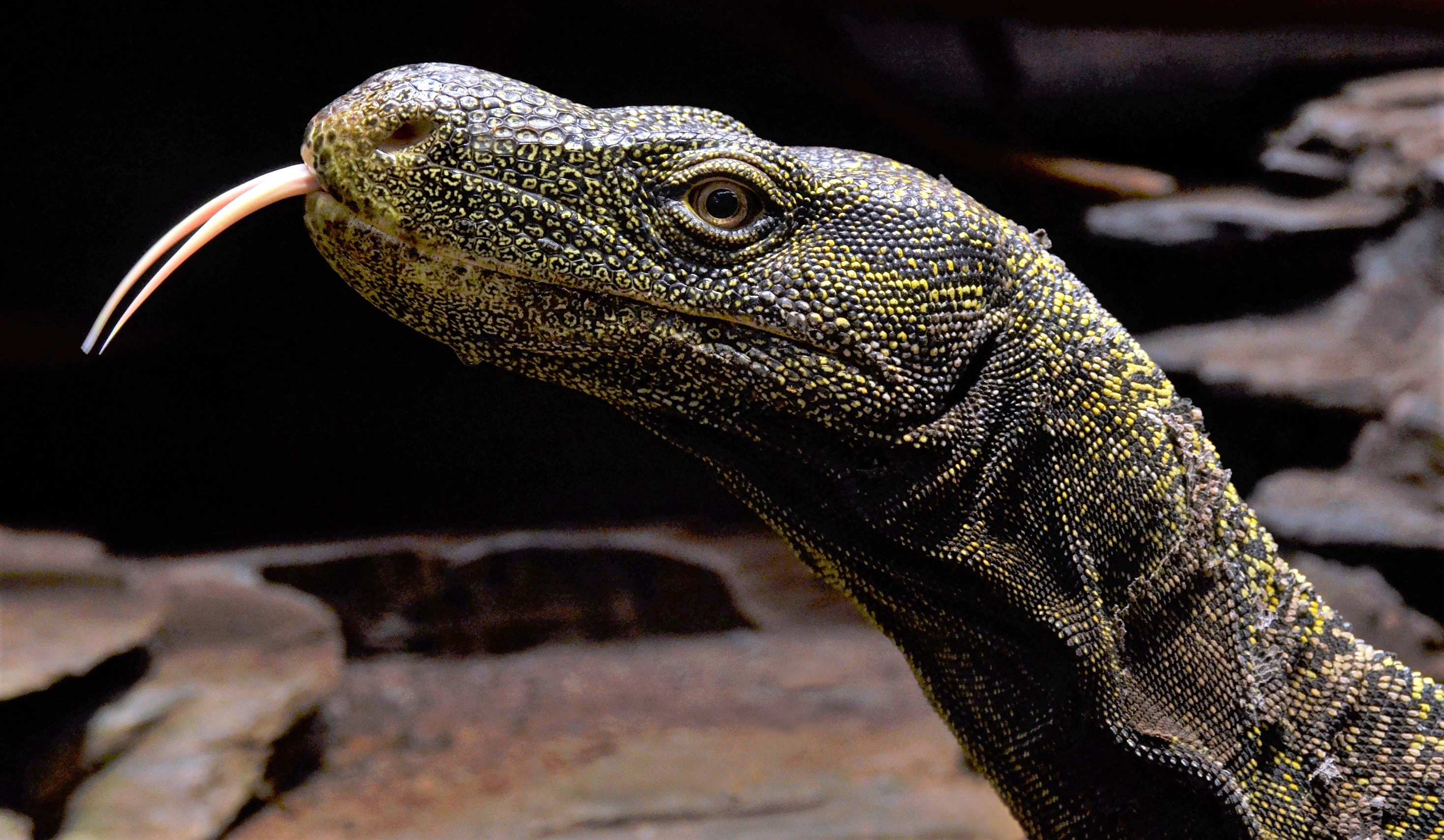
Varano di Salvadori (V. salvadorii)

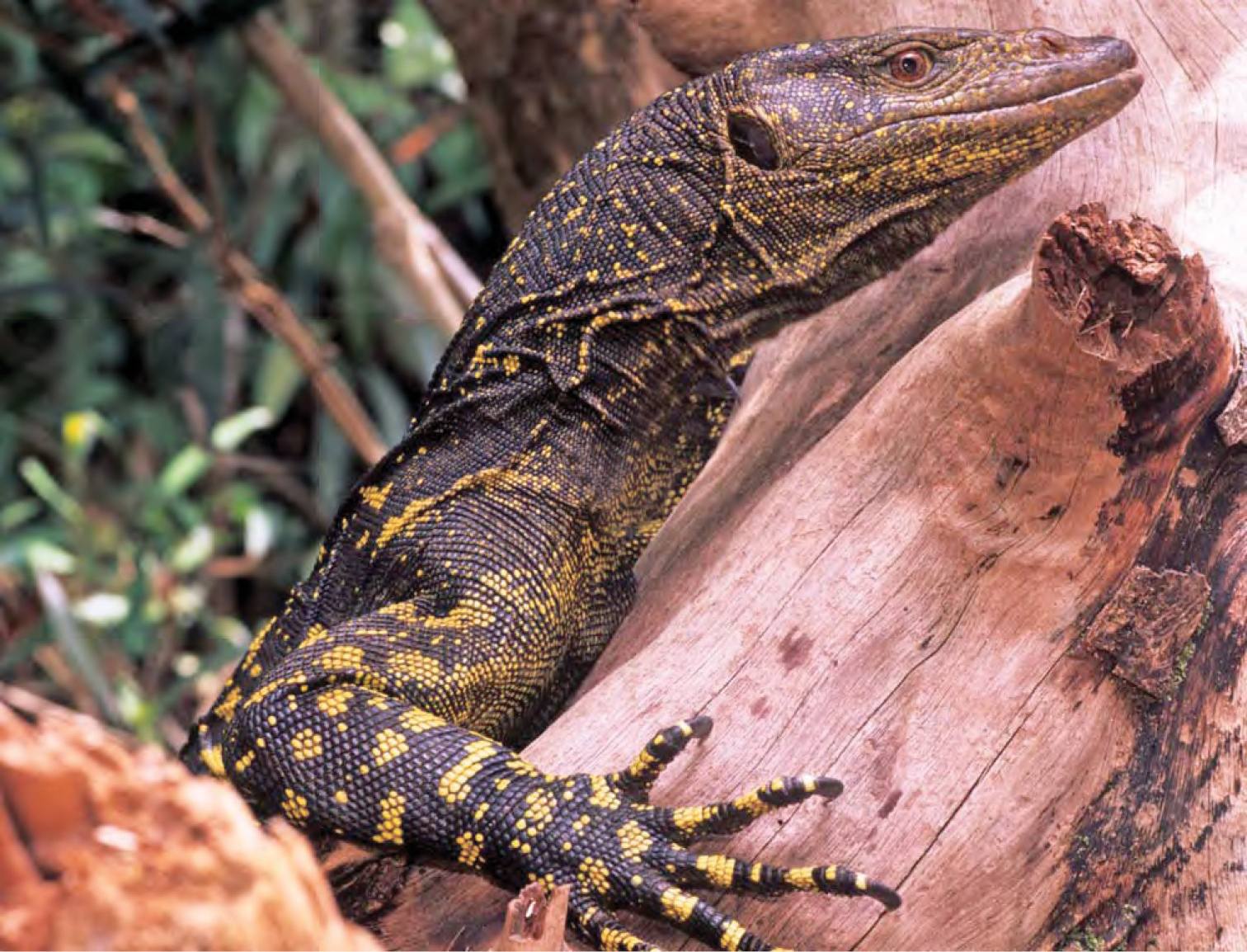
Varano della Sierra Madre settentrionale (V. bitatawa)

- Varanus acanthurus Boulenger, 1885 - Varano dalla coda spinosa
  - V. a. acanthurus - Varano dalla coda spinosa
  - V. a. brachyurus - Varano dalla coda spinosa comune
  - V. a. insulanicus - Varano dalla coda spinosa insulare
- Varanus auffenbergi Sprackland, 1999 - Varano di Auffenberg
- Varanus baritji King e Horner, 1987[31] - Varano dalla coda spinosa di White
- Varanus brevicauda Boulenger, 1898 - Varano dalla coda corta
- Varanus bushi Aplin et al., 2006 - Varano pigmeo di Bush
- Varanus caudolineatus Boulenger, 1885 - Varano dalla coda striata
- Varanus eremius Lucas e Frost, 1895 - Varano del deserto rugginoso
- Varanus gilleni Lucas e Frost, 1895 - Varano della mulga pigmeo
- Varanus glauerti Mertens, 1957 - Varano delle rocce del Kimberley
- Varanus glebopalma Mitchell, 1955 - Varano delle rocce dalle palme nere
- Varanus hamersleyensis Maryan, Oliver, Fitch & O'Connell, 2014 - Varano delle rocce di Hamersley Range
- Varanus kingorum Storr, 1980 - Varano delle rocce di King
- Varanus mitchelli Mertens, 1958 - Varano di Mitchell
- Varanus pilbarensis Storr, 1980 - Varano delle rocce del Pilbara
- Varanus primordius Mertens, 1942 - Varano dalla coda ad anelli settentrionale
- Varanus scalaris Mertens, 1941 - Varano arboricolo fasciato
- Varanus semiremex (Peters, 1869) - Varano rugginoso
- Varanus similis Mertens, 1958 - Varano arboricolo maculato
- Varanus sparnus Doughty, Kealley, Fitch & Donnellan, 2014 - Varano della penisola di Dampier
- Varanus storri Mertens, 1966 - Varano pigmeo di Storr
  - V. s. storri - Varano pigmeo di Storr orientale
  - V. s. ocreatus - Varano pigmeo di Storr occidentale
- Varanus timorensis (Gray, 1831) - Varano di Timor
- Varanus tristis (Schlegel, 1839) - Varano dalla testa nera
  - V. t. tristis - Varano dalla testa nera
  - V. t. orientalis - Varano lentigginoso

Sottogenere Papusaurus:
- Varanus salvadorii (Peters e Doria, 1878) - Varano coccodrillo o Salvadori

Sottogenere Philippinosaurus:
- Varanus bitatawa Welton, Siler, Bennett, Diesmos, Duya, Dugay, Rico, Van Weerd e Brown, 2010 - Varano di Bitatawa
- Varanus mabitang Gaulke e Curio, 2001 - Varano di Panay
- Varanus olivaceus Hallowell, 1857 - Varano di Gray

Sottogenere Polydaedalus:

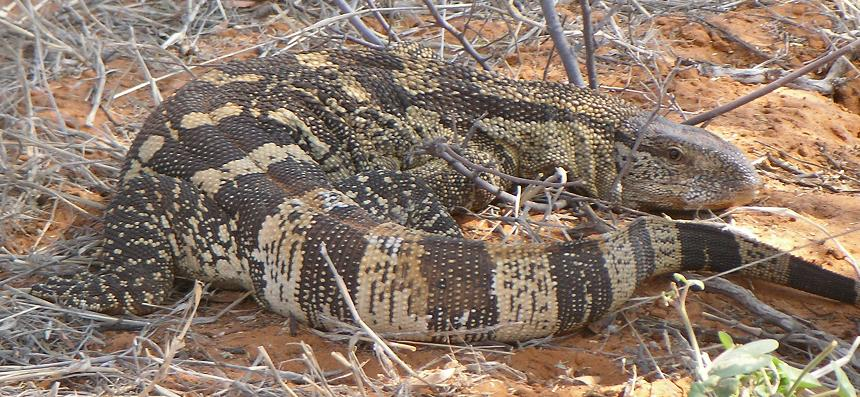
Varano dalla gola bianca (V. a. albigularis)

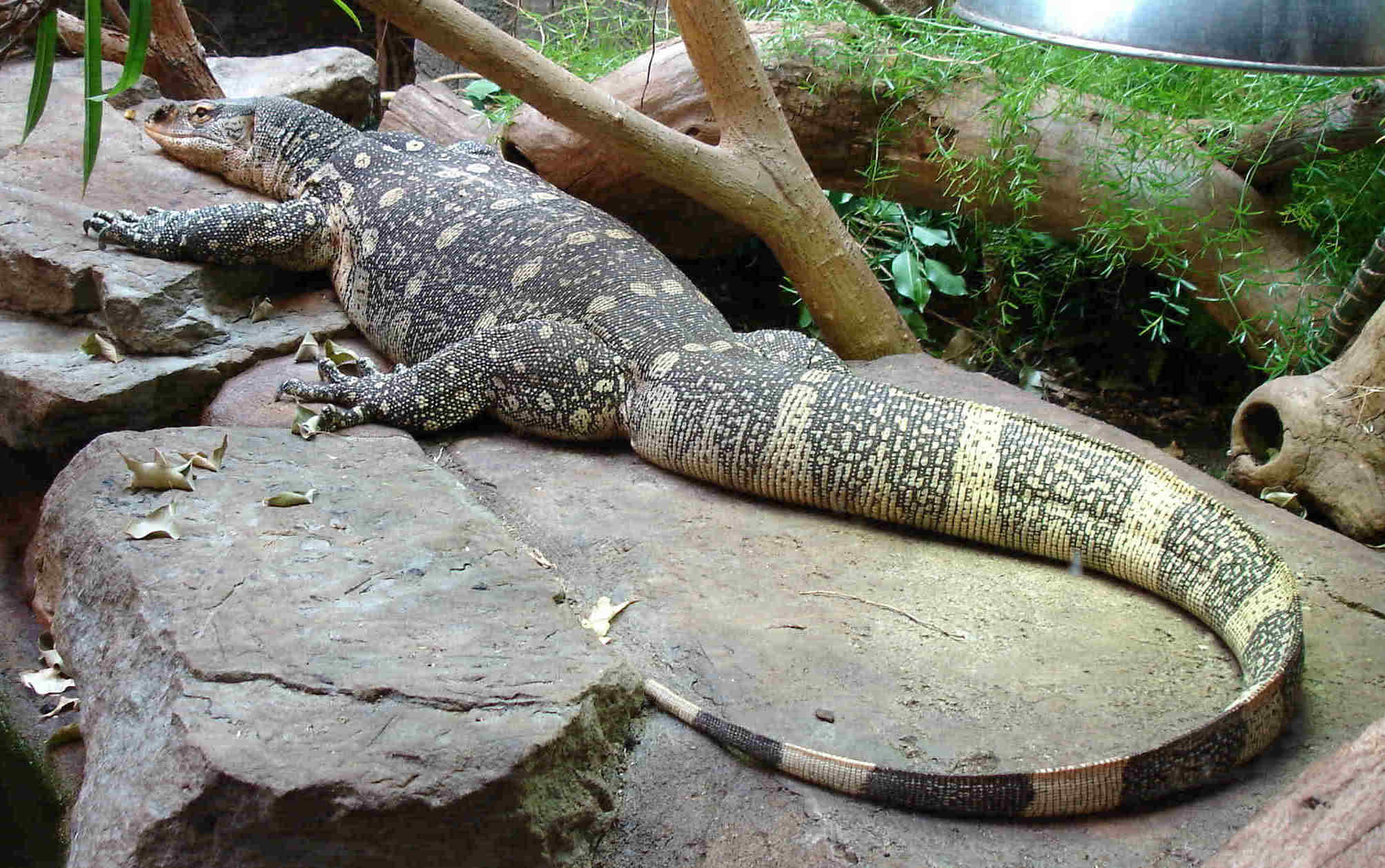
"Varano ornato", "V. ornatus"

- Varanus albigularis (Daudin, 1802) - Varano dalla gola bianca
  - V. a. albigularis - Varano dalla gola bianca
  - V. a. angolensis - Varano dell'Angola
  - V. a. microstictus - Varano dalla gola nera
- Varanus exanthematicus (Bosc, 1792) - Varano di Bosc
- Varanus niloticus (Linnaeus, 1866) - Varano del Nilo
- Varanus stellatus (Daudin, 1802) - Varano del Nilo dell'Africa occidentale
- Varanus ornatus Daudin, 1803 - Varano ornato
- Varanus yemenensis Böhme, Joger e Schätti, 1989 - Varano dello Yemen

Sottogenere Psammosaurus:
- Varanus griseus (Daudin, 1803) - Varano del deserto

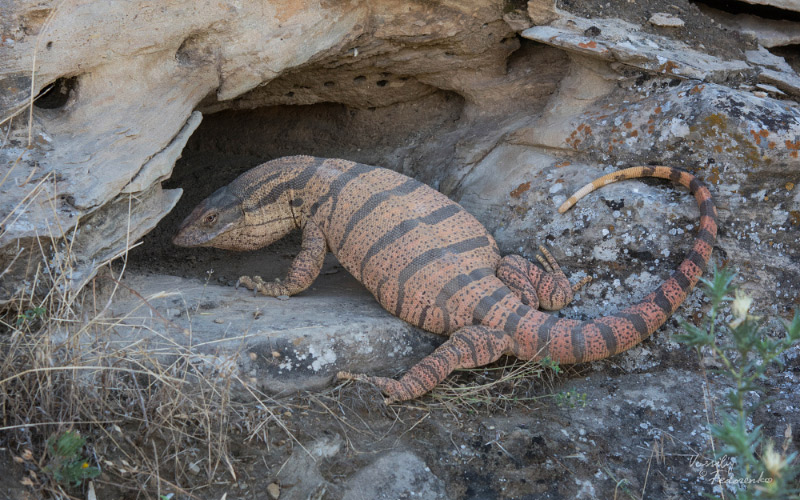
Varano del deserto (V. g. caspius)

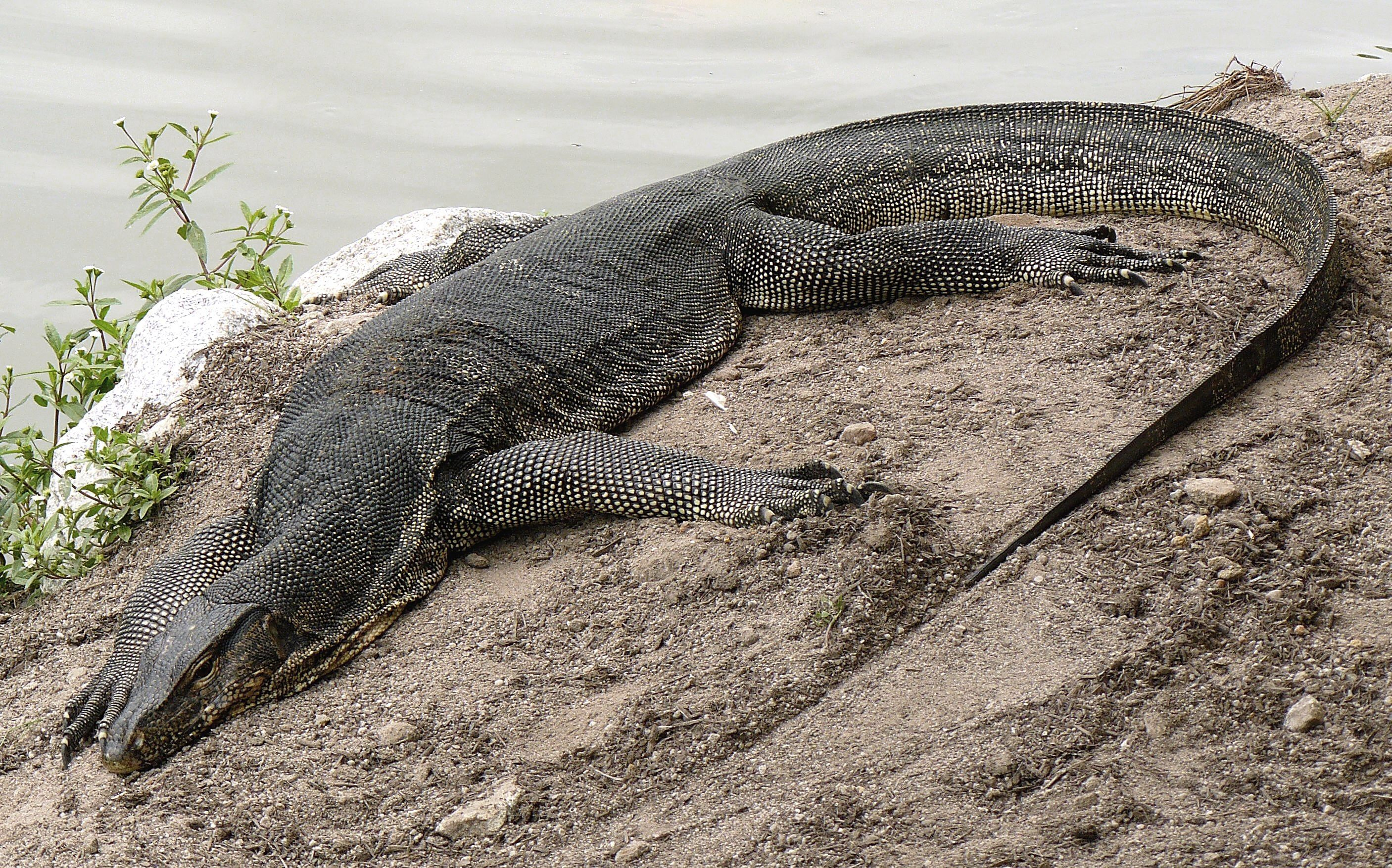
Varano d'acqua (V. salvator)

  - V. g. griseus - Varano del deserto o grigio
  - V. g. caspius - Varano del Caspio
  - V. g. koniecznyi - Varano del deserto indiano o varano del Thar
- Varanus nesterovi - Varano del deserto di Nesterov

Sottogenere Solomonsaurus:
- Varanus spinulosus Mertens, 1941 - Varano dal collo spinoso

Sottogenere Soterosaurus:

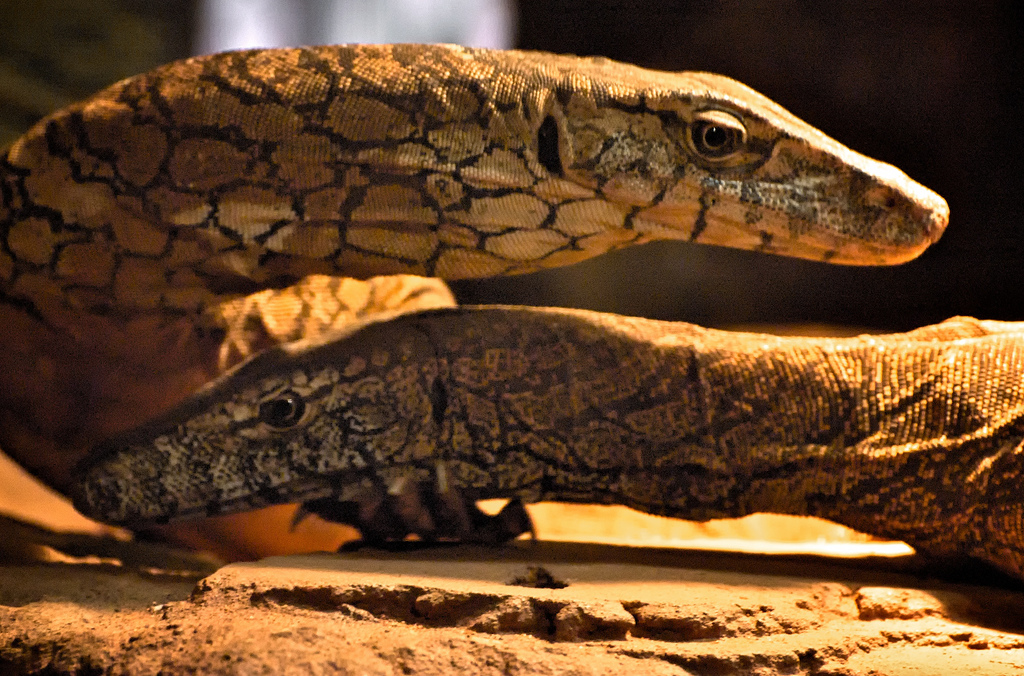
Perentie (V. giganteus)

- Varanus bangonorum - Varano di Bangon[33]
- Varanus cumingi Martin, 1838 - Varano d'acqua di Mindanao
- Varanus dalubhasa - Varano di Enteng[33]
- Varanus marmoratus (Wiegmann, 1834) - Varano d'acqua marmorizzato
- Varanus nuchalis (Günther, 1872) - Varano d'acqua dal collo spinoso
- Varanus palawensis Koch, Gaulke e Böhme, 2010 - Varano d'acqua di Palawan
- Varanus rasmusseni Koch, Gaulke e Böhme, 2010[34][35] - Varano d'acqua di Rasmussen
- Varanus salvator (Laurenti, 1768) - Varano d'acqua
  - V. s. salvator - Varano d'acqua dello Sri Lanka
  - V. s. andamanensis - Varano d'acqua di Andaman
  - V. s. bivittatus - Varano d'acqua di Java
  - V. s. macromaculatus - Varano d'acqua del sudest asiatico
  - V. s. ziegleri - Varano d'acqua di Ziegler
- Varanus samarensis - Varano d'acqua di Samar
- Varanus togianus (Peters, 1872) - Varano d'acqua di Togian

Sottogenere Varanus:

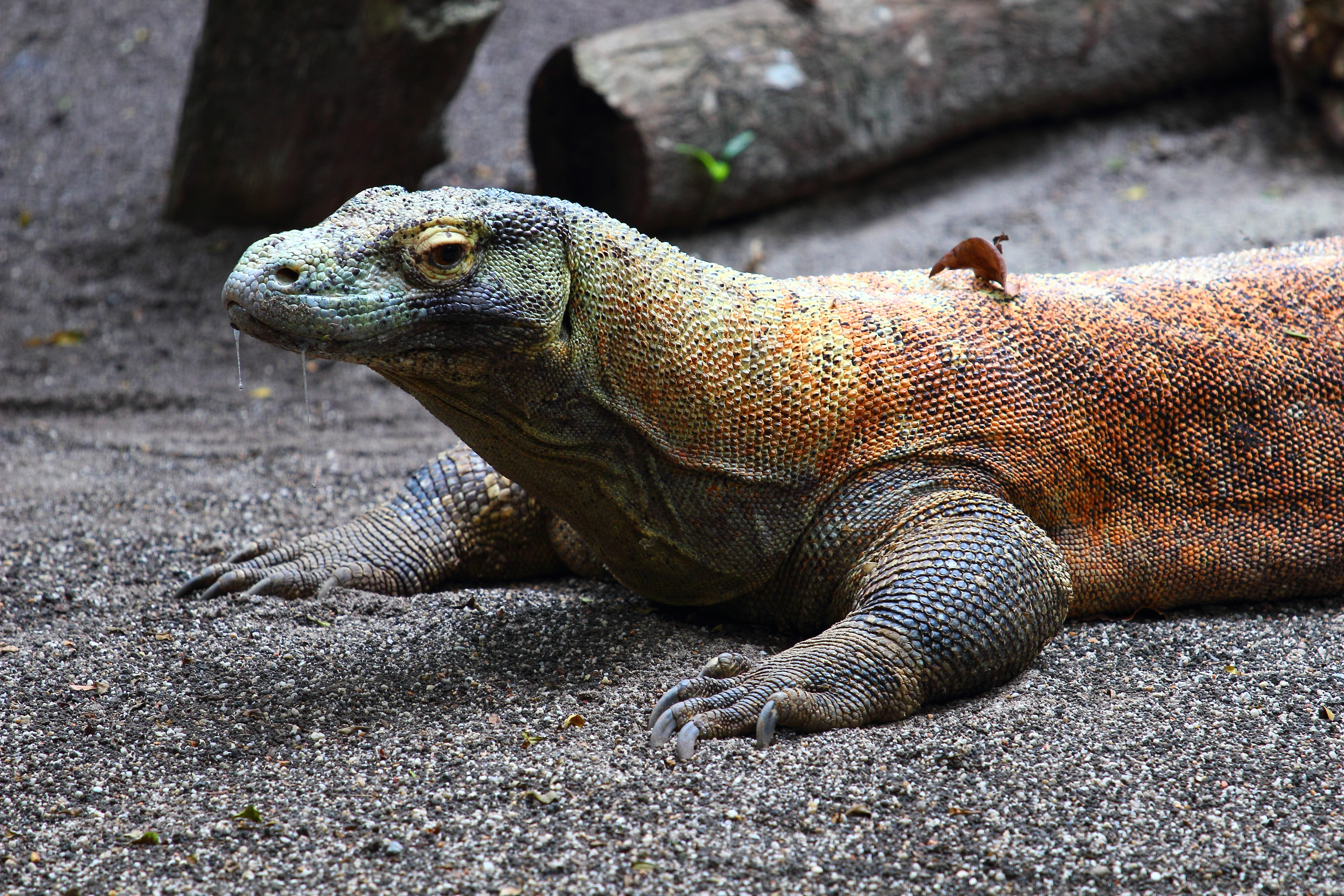
Drago di Komodo (V. komodoensis)

- Varanus giganteus (Gray, 1845) - Varano gigante o Perentie
- Varanus gouldii Gray, 1838 - Varano di Gould
- Varanus mertensi Glauert, 1951 - Varano d'acqua di Mertens
- Varanus panoptes Storr, 1980 - Varano argo
  - V. p. panoptes - Varano argo
  - V. p. horni - Varano di Horn
  - V. p. rubidus - Varano a macchie gialle
- † Varanus priscus Owen, 1859 - Megalania
- Varanus rosenbergi Mertens, 1957 - Varano delle brughiere
- Varanus spenceri Lucas e Frost, 1903 - Varano di Spencer
- Varanus varius (Shaw, 1790) - Varano vario
- Varanus komodoensis Ouwens, 1912 - Drago di Komodo